# Alexandre Pouchkine
« Pouchkine » redirige ici. Pour les autres significations, voir Pouchkine (homonymie).
Ne doit pas être confondu avec Alexandre Pouchkine  (danseur).
Œuvres principales
- Eugène Onéguine (1821-1831)
- Boris Godounov (1825)

Alexandre Sergueïevitch Pouchkine (en russe : Александр Сергеевич Пушкин, /ɐlʲɪˈksandr sʲɪˈrɡʲejɪvʲɪtɕ ˈpuʂkʲɪn/ ; orthographe russe avant 1918 : Александръ Сергѣевичъ Пушкинъ) est un poète, dramaturge et romancier russe né à Moscou le 26 mai 1799 (6 juin dans le calendrier grégorien) et mort à Saint-Pétersbourg le 29 janvier 1837 (10 février dans le calendrier grégorien).

## Biographie

### Origines familiales
Alexandre Pouchkine est né dans une famille de la noblesse russe relativement aisée, férue d'art et de littérature, où l'on parle français. À dix ans, il lit Voltaire et La Fontaine dans le texte.
Par sa mère, Nadejda Ossipovna Pouchkina, l'une des beautés de Saint-Pétersbourg, il descend de l'une des plus brillantes familles de la noblesse de service instituée par l'empereur Pierre Ier, remontant à Abraham Hannibal, son arrière-grand-père africain, esclave surdoué affranchi et anobli par Pierre le Grand dont il fut le filleul et l'ami fidèle.
Passionné d'histoire et de généalogie, Pouchkine est fier de ce glorieux aïeul, dont il a hérité certains traits qui le distinguent de ses concitoyens : teint mat, lèvres charnues, cheveux bouclés, ce qui lui vaut d'être surnommé « le singe » par ses camarades de lycée. Si lui-même se considère comme laid, ses contemporains soulignent que la vivacité et l'éclat de ses yeux bleu acier illuminent sa peau mate, lui donnent la séduction et le charme d'un prince oriental ; il collectionne les succès féminins, malgré une faible attirance pour les mondanités.
Par son père, Sergueï Lvovitch Pouchkine, major puis conseiller militaire, esprit libre et francophile, il est issu d'une des plus illustres familles de la noblesse russe, remontant à un gentilhomme allemand venu en Russie au XIIIe siècle. Son épouse Nadejda Ossipovna est d'ailleurs l'une de ses petites cousines par les Pouchkine.

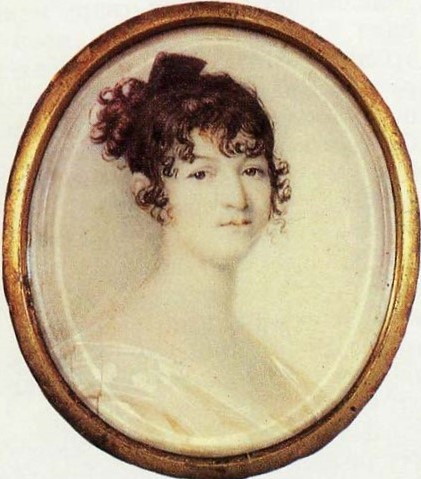
Nadejda Ossipovna Pouchkina (née Hannibal) (la belle créole), mère du poète (aquarelle de Xavier de Maistre)
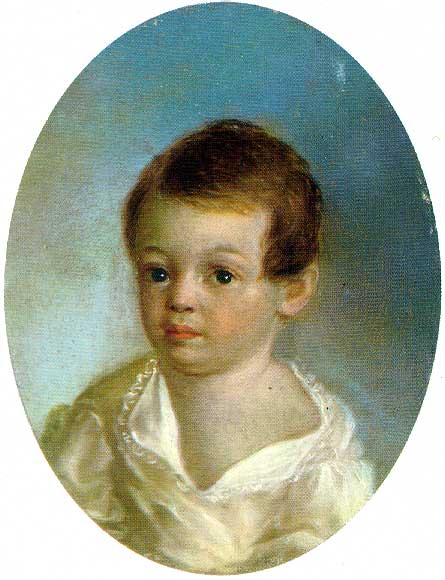
Pouchkine enfant (huile sur métal de Xavier de Maistre)
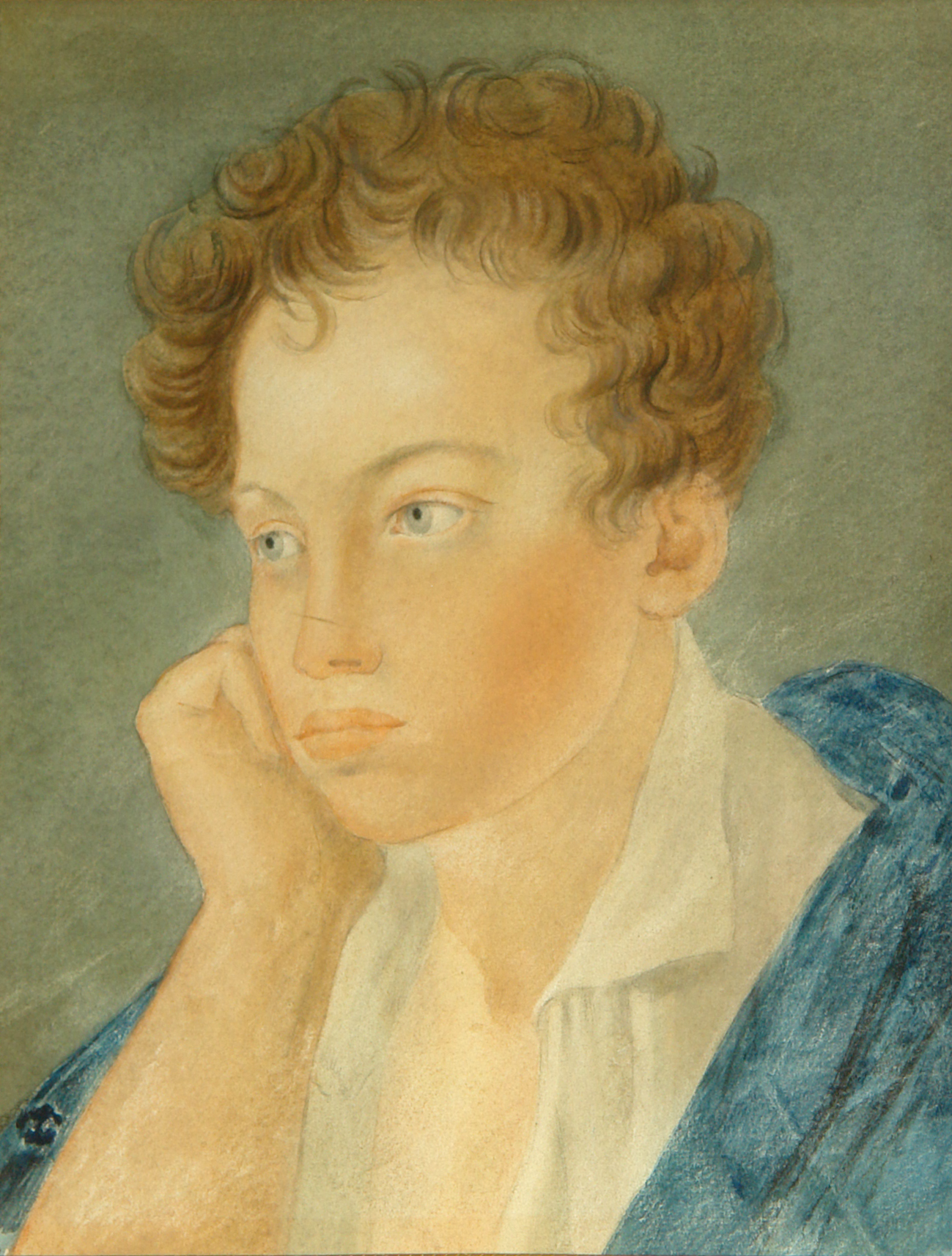
Pouchkine à 11 ans (aquarelle de S. G. Tchirikoff)
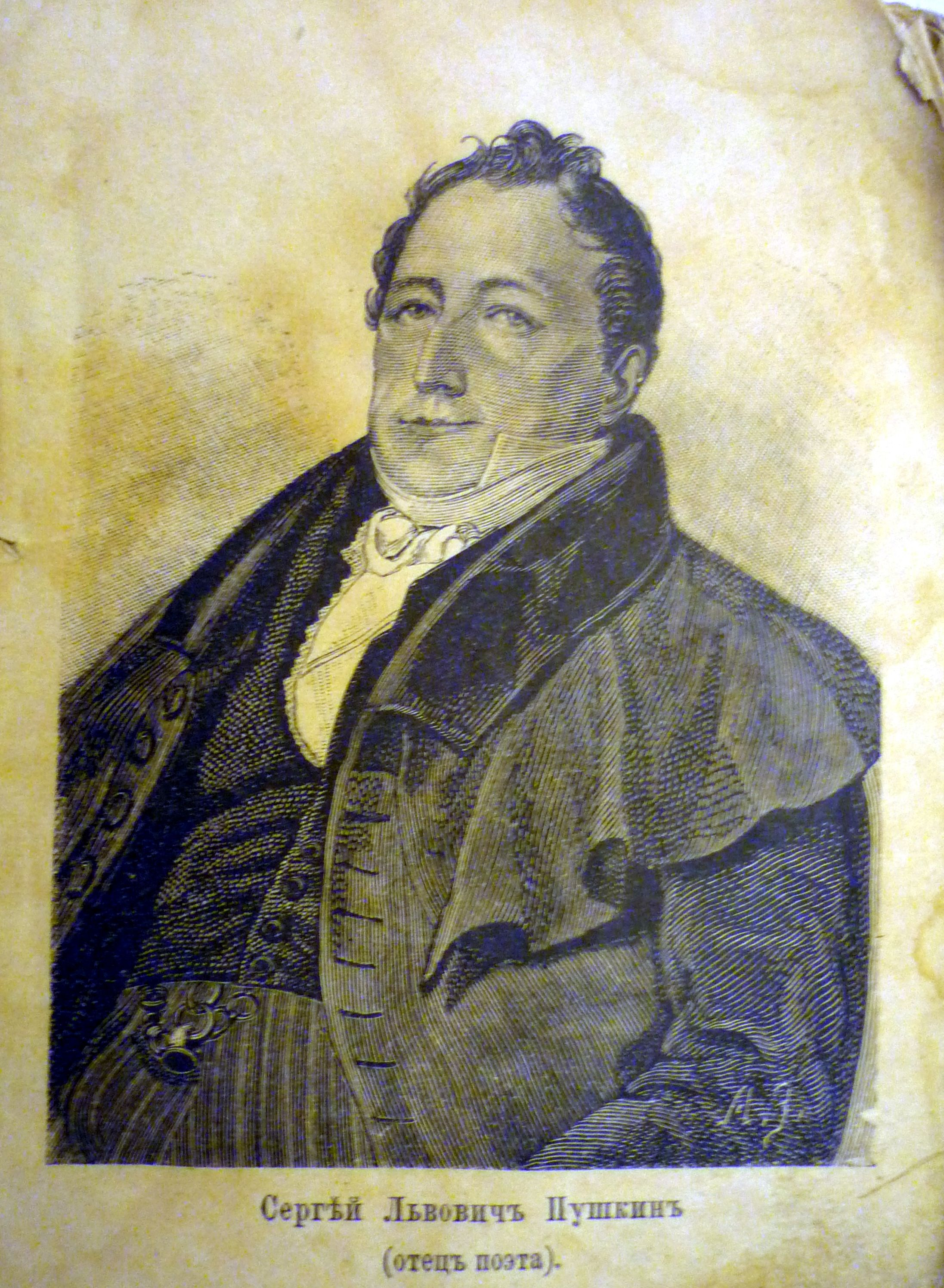
Sergueï Lvovitch Pouchkine, père du poète
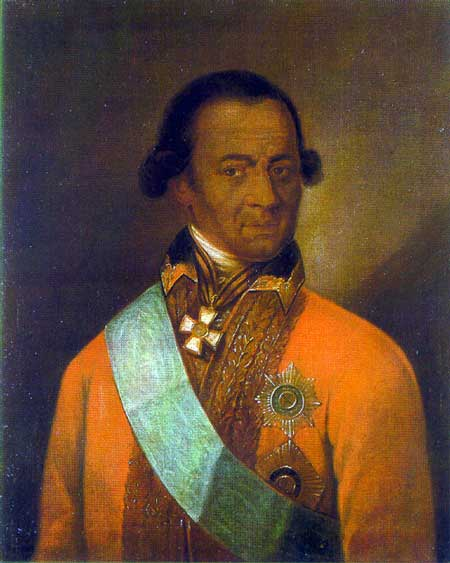
Portrait présumé de l'ancêtre abyssin (selon Pouchkine) du poète

### Enfance
Pouchkine n'a pas eu une enfance des plus heureuses. Sa propre mère, de laquelle il tire ses origines africaines, rejette tout d'abord l'enfant à cause de son apparence, notamment de sa peau mate. L'enfant souffrit longtemps de son apparence, parfois jusqu'à détester l'image que lui rendent les miroirs.

### Adolescence
Rejeté, Pouchkine se réfugie dans la lecture. Lecteur passionné et insatiable, il trouve dans la bibliothèque familiale les classiques anglais (Byron, William Shakespeare, Laurence Sterne) et français (Molière, Voltaire, Évariste Parny). Sa profonde connaissance de la culture française et son parfait bilinguisme (qu'il cultiva toute sa vie) lui valent d'ailleurs le surnom de Frantsouz (Француз, « Le Français ») parmi ses camarades du lycée de Tsarskoïe Selo. Alexandre Pouchkine étonne aussi son entourage par son aisance à improviser, comme à réciter par cœur des vers innombrables ; sa mémoire est infaillible, sa vivacité d'esprit remarquable.

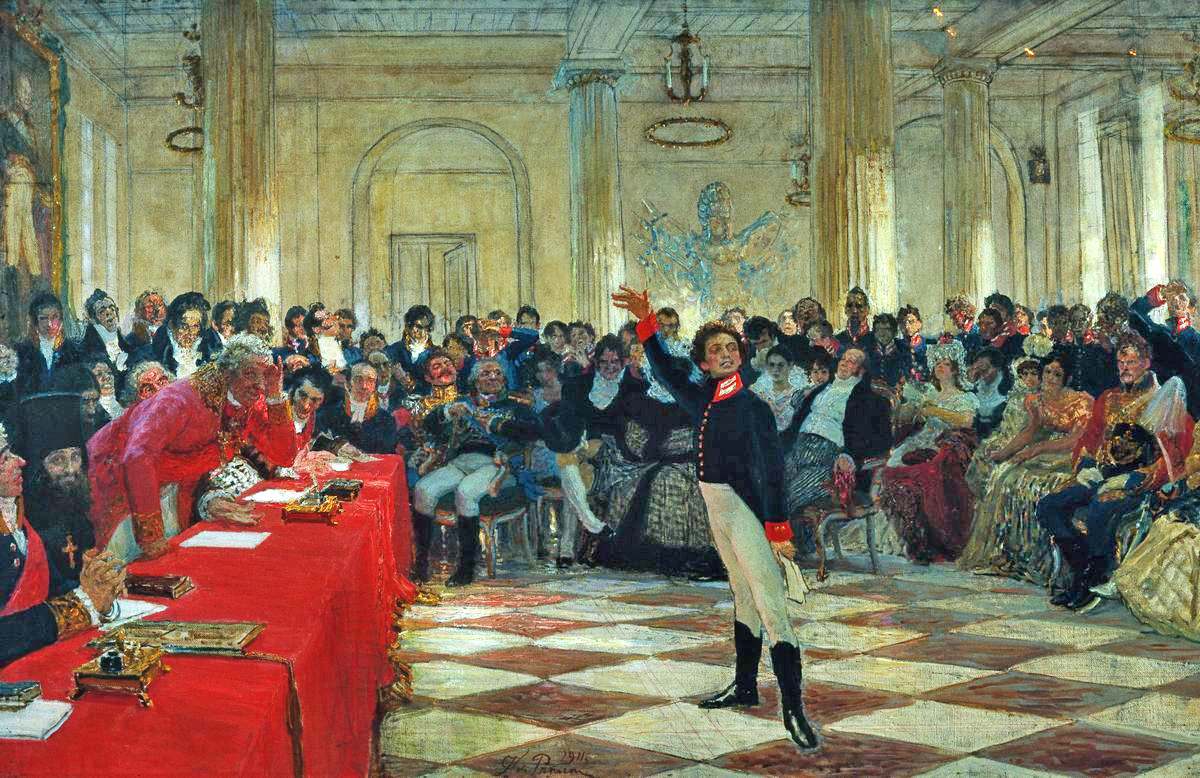
Pouchkine récitant À un ami poète devant Derjavine, peinture d'Ilia Répine, 1911.

De 1811 à 1817, il fait ses études au lycée impérial de Tsarskoïe Selo (ville rebaptisée Pouchkine en son honneur, en 1937), près de Saint-Pétersbourg. Commence alors l'une des plus heureuses périodes de sa vie : c'est dans cet internat qu'il noue de fidèles amitiés (Delvig, Poushine, Wilhelm Küchelbecker) ; c'est aussi là, dans le parc du palais impérial, qu'il dit avoir connu sa première inspiration poétique. Dès 1814, son poème À un ami poète est publié dans la revue Le Messager de l'Europe. Ces vers, déclamés lors d'un examen de passage, lui valent l'admiration du poète Gavrila Derjavine.
En 1817, il intègre le ministère des Affaires étrangères, une sinécure. Suivent trois années de vie dissipée à Saint-Pétersbourg. Durant ce temps, il rédige des poèmes romantiques inspirés par les littératures étrangères et russes. Il rencontre aussi les grands noms des lettres russes contemporaines, comme Karamzine ou Vassili Joukovski. Ses poèmes sont parfois gais et enjoués, comme Rouslan et Ludmila. Ils peuvent aussi être graves, notamment lorsqu'ils critiquent l'autocratie, le servage et la cruauté des propriétaires fonciers. À cette classe appartiennent Ode à la Liberté, Hourrah ! Il revient en Russie, et Le Village.
Bien qu'incontestablement libéral, Pouchkine n'est pas révolutionnaire, ni même véritablement engagé politiquement, contrairement à nombre de ses amis qui participent aux mouvements réformateurs qui culminent avec la révolte décabriste.

### Exil et premières grandes œuvres

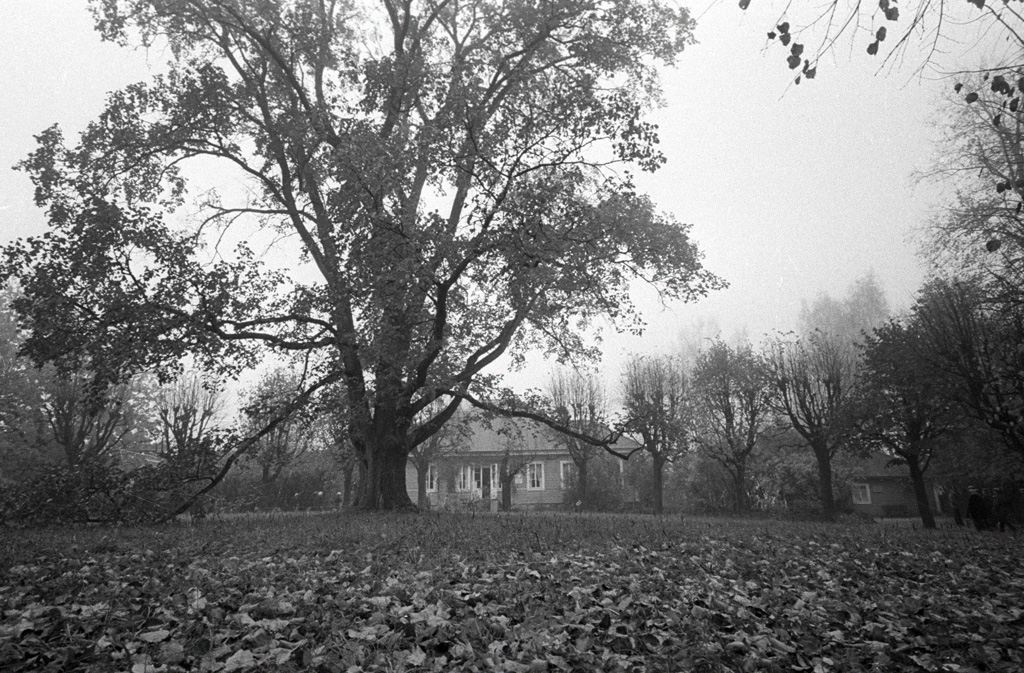
C’est dans cette petite maison du village de Mikhaïlovskoïe, que Pouchkine vécut son exil de 1824 à 1825 (cl. Ria Novosti).

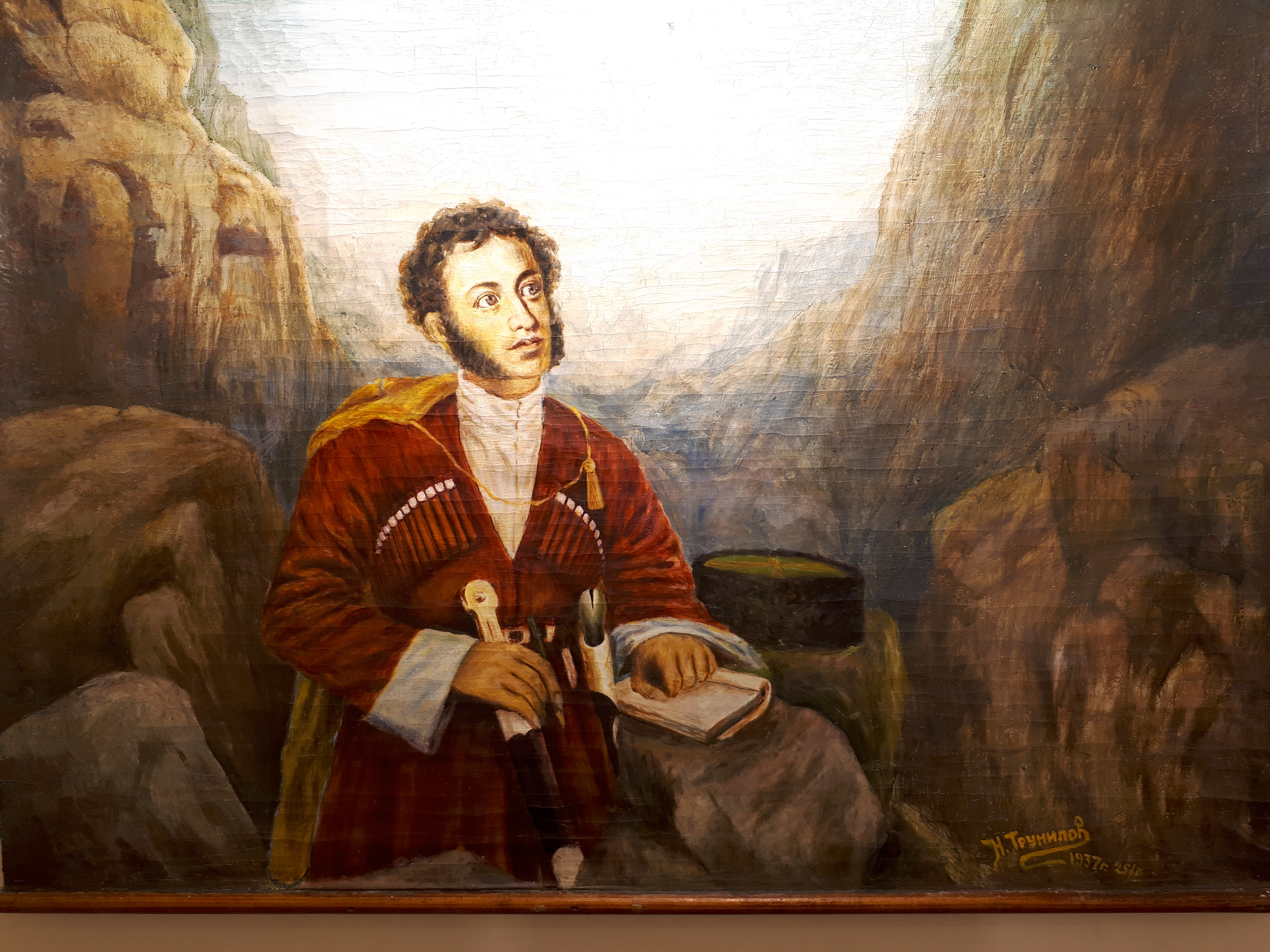
Pouchkine dans le Caucase

En 1820, ses poèmes étant jugés séditieux (Gavriliade), Pouchkine est condamné à l'exil par l'empereur Alexandre Ier. Échappant de peu au bagne de Sibérie, il est d'abord envoyé à Iekaterinoslav (l'actuelle Dnipro, en Ukraine), où il contracte une fièvre violente. Affaibli, il obtient la permission de voyager dans le Caucase et en Crimée, en compagnie de la famille Raïevski ; un séjour qui le marque profondément. Pouchkine est ensuite expédié à Kichinev en Bessarabie (actuelle Moldavie), avant de partir pour Odessa. Pendant cette première partie de son exil, passée dans le sud de l'empire, Pouchkine continue à mener une vie très déréglée, toute consacrée à l'amusement : conquêtes amoureuses, fêtes et jeu. Celle-ci, ainsi que son caractère enthousiaste, colérique et moqueur, le pousse à plusieurs reprises à des duels, dont il sort indemne.
À Odessa, Pouchkine est initié en franc-maçonnerie dans la Loge Ovide et il sera ensuite secrétaire de la loge Les Chercheurs de la Manne, fondée à Moscou en 1817 par Sergueï Stepanovitch Lanskoï. Il s'attire l'inimitié du gouverneur de la ville, Vorontsov (sans doute en raison de son penchant pour l'épouse de ce dignitaire), et est exilé dans la propriété familiale de Mikhaïlovskoïe dans le gouvernement de Pskov. Condamné à l'isolement presque total, le poète s'ennuie, il n'écrit et ne lit que rarement, car les seules distractions qui lui sont permises sont des promenades et courses à cheval, les visites qu'il rend à ses voisines, Praskovia Ossipova et ses filles et nièces, dans leur propriété de Trigorskoïe. Mais aussi les histoires que lui raconte sa nourrice Arina Rodionovna, à laquelle il vouera une reconnaissance toute sa vie, lui consacrant même des vers.
À la mort d'Alexandre Ier, en décembre 1825, Pouchkine décide d'aller plaider sa cause à Saint-Pétersbourg, mais un pressentiment le fait revenir sur ses pas. C'est ainsi qu'il évite, à la demande de ses amis voulant le protéger, de se trouver mêlé à la révolte avortée des décembristes, à laquelle participent nombre de ses amis, même s'il se sent proche des idées révolutionnaires du cercle des décembristes (il adhère en 1819 à la société littéraire « La lampe verte » à l'origine de ce cercle).
Ces six années d'exil sont essentielles pour l'inspiration de Pouchkine : voyage dans le Caucase et en Crimée, découverte de la campagne russe profonde, discussions avec divers aventuriers, contes de sa nourrice. Ce sont aussi celles des premières grandes œuvres, encore fortement marquées par l’influence romantique de Byron : Le Prisonnier du Caucase (1821) décrit les coutumes guerrières des Circassiens ; La Fontaine de Bakhtchisaraï (1822) évoque l’atmosphère d'un harem en Crimée ; Les Tziganes (1824) est le drame d'un Russe qui tombe amoureux d'une Tsigane ; la Gabrieliade (Gavriliada, 1821), dont il devra plus tard se défendre avec acharnement d'être l'auteur - pour échapper à la Sibérie, est un poème blasphématoire qui révèle l’influence de Voltaire. Surtout, Pouchkine entame son chef-d'œuvre, Eugène Onéguine (1823-1830), écrit sa grande tragédie Boris Godounov (1824-1825), et compose les « contes en vers » ironiques et réalistes.

### Retour en grâce et maturité

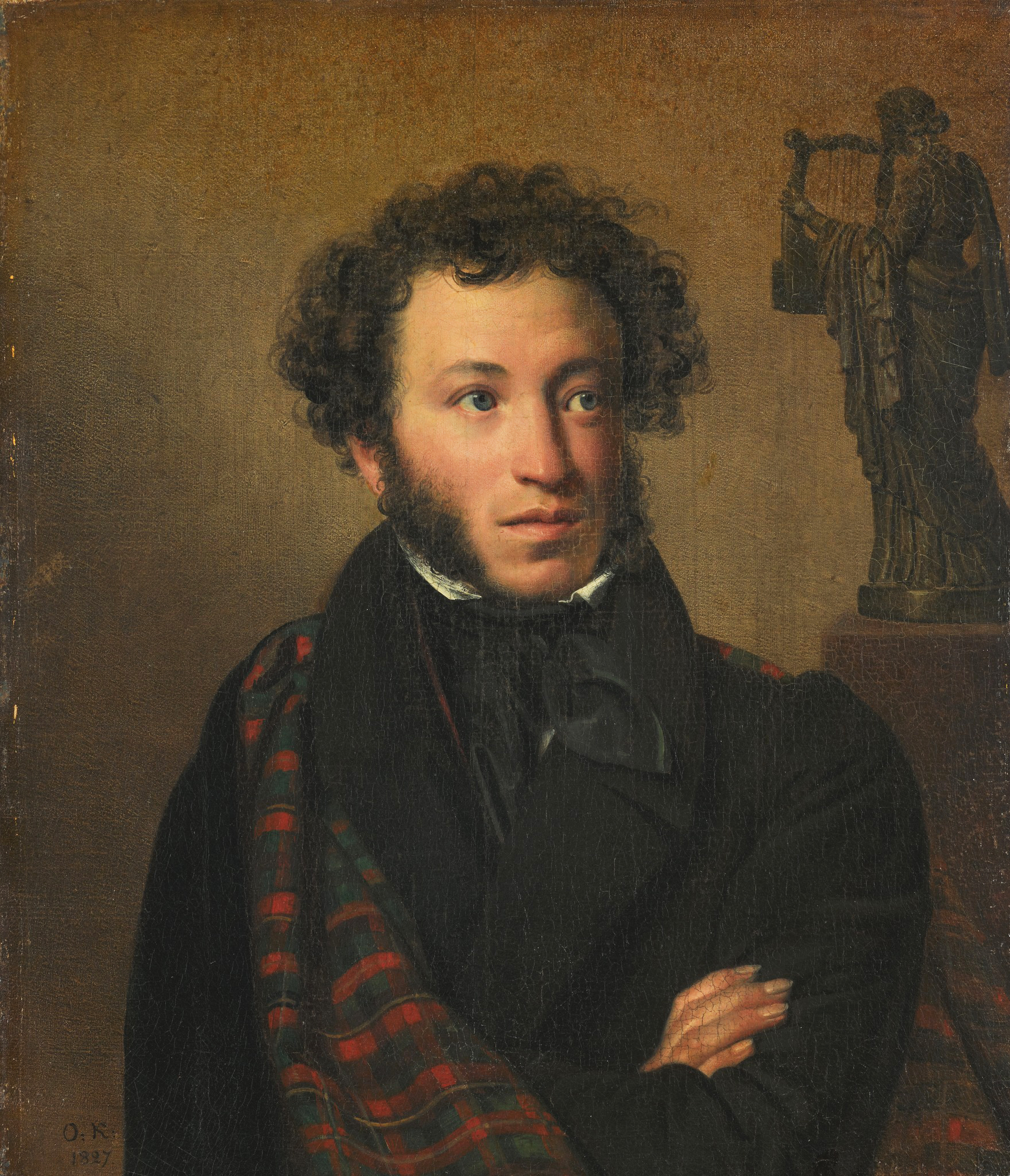
Portrait de Pouchkine par Oreste Kiprensky (1827, galerie Tretiakov).

En 1826, une fois matée l'insurrection décabriste, Nicolas Ier, nouvel empereur de Russie, fait revenir le poète à Moscou. En audience privée, il lui offre le pardon, à condition qu'il renonce aux débordements de sa jeunesse. Et, puisque le poète se plaint de la censure, l'empereur, se posant en protecteur des arts, lui propose d’être son censeur personnel. Pouchkine n’avait pas le choix, il accepte pour éviter l'exil.
Ainsi débute pour le poète une nouvelle phase de persécution politique. Pouchkine doit rendre compte de ses moindres déplacements aux autorités. Son activité littéraire est étroitement contrôlée. L'empereur va jusqu’à donner des conseils artistiques à son protégé : ainsi, à propos de l'oeuvre Boris Godounov, « Faites-en un roman à la Walter Scott ! » Et le comble est que, simultanément, il passe pour un odieux collaborateur du despotisme aux yeux des libéraux, qui le considéraient comme l'un des leurs.

Pouchkine reprend sa vie oisive et dissolue. Il accompagne aussi l'armée russe de Ivan Paskevitch dans sa campagne militaire de 1828-1829 contre l'Empire ottoman. Cette aventure lui inspire un récit, Voyage à Erzurum, mais lui vaut aussi de nombreux démêlés avec les autorités, qu'il n'avait pas jugé bon d'informer de ses déplacements. Sur le plan littéraire, il achève Poltava (1828), poème à la gloire de Pierre le Grand.

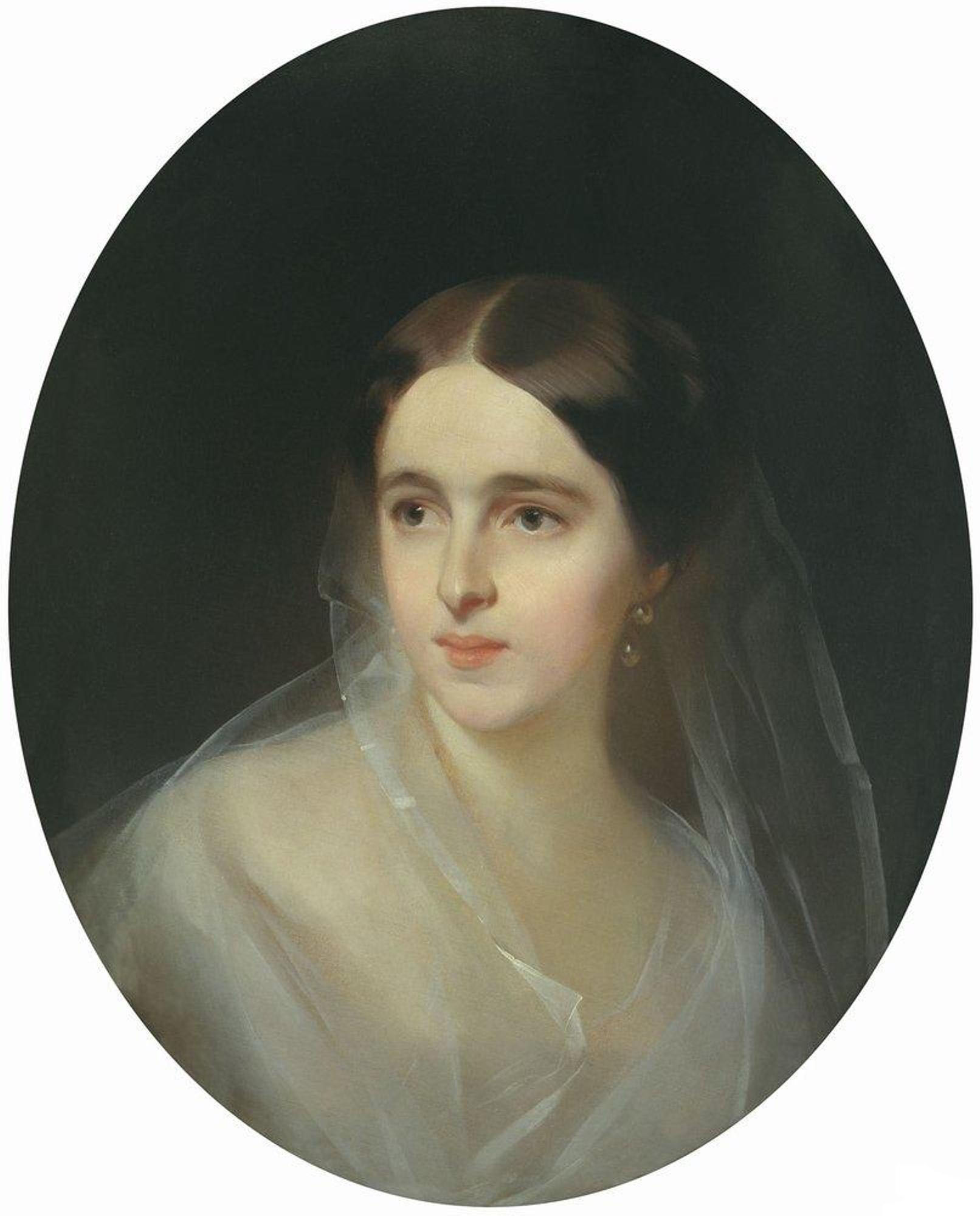
L'épouse de Pouchkine, Nathalie Gontcharova.

Cependant, l'idée de se marier commence à obséder Pouchkine, persuadé que ce serait pour lui la voie du bonheur. Il jette son dévolu sur une jeune beauté moscovite, Natalia Nikolaïevna Gontcharova.
Après de nombreuses difficultés, principalement dues à la mère de la jeune fille, qui lui reproche son passé de débauché et de proscrit, Pouchkine finit par l'épouser à Moscou le 18 février 1831. D'abord installé à Moscou sur la rue Arbat, le couple déménage rapidement à Saint-Pétersbourg.
Pendant cette période de sa vie, Pouchkine, en pleine maturité littéraire, entame son œuvre en prose. Les Récits de feu Ivan Pétrovitch Belkine (regroupant Le coup de pistolet, La Tempête de neige, Le Maître de poste et La Demoiselle-paysanne) sont composés à l'automne 1830, tandis qu'une épidémie de choléra bloque l'écrivain dans sa propriété familiale lors de L'Automne de Boldino. La Dame de pique (1833) est une longue nouvelle d'inspiration fantastique. La Fille du capitaine (1836), quant à elle, est une histoire d'amour qui se déroule pendant la révolte de Pougatchev. De cette période datent encore les « petites tragédies » : Le Chevalier avare (1836) d'influence shakespearienne, L'Invité de pierre (1836), qui reprend le thème de Don Juan, Mozart et Salieri et celui du Festin en temps de peste. Il compose aussi le célèbre poème du Cavalier de bronze (1833).
Pouchkine déploie également une intense activité de journaliste, notamment dans le cadre de la revue littéraire Le Contemporain. Celle-ci lui permet de révéler de nouveaux auteurs, comme Nicolas Gogol, dont il publie Le Nez, et à qui il fournit le sujet du Revizor et des Âmes mortes. Son prestige est énorme. Cependant, une partie du public, regrettant le ton exalté de ses premières œuvres, n'apprécie pas le style dépouillé des dernières. Politiquement, les réformateurs reprochent aussi à celui qu'ils voient comme un symbole de la cause libérale d'adopter une attitude trop servile à l'égard du pouvoir tsariste.

### Disparition dramatique
Cependant, si les dernières années de la vie de Pouchkine ne sont pas heureuses, c'est avant tout pour des raisons familiales. Sa famille et celle de son épouse sont une source constante d'instabilité surtout financière, qui gêne ses activités d'écrivain. Son épouse Natalia, avec qui il a eu quatre enfants, se révèle aussi particulièrement dispendieuse. Comme les activités de Pouchkine sont constamment contrôlées et interdites par les autorités, il n'a d'autre ressource que de solliciter l'assistance financière de l'Empereur, assortie de nouvelles contraintes et vexations.

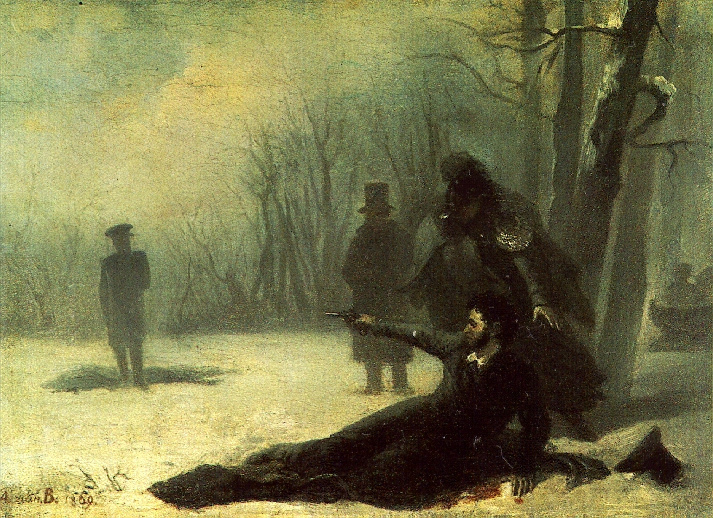
Le dernier tir de Pouchkine, par Adrian Volkov.

Natalia est une femme coquette. Traînant son époux à toutes les fêtes, elle y tombe sous le charme d'un officier alsacien, le baron Georges Charles de Heeckeren d'Anthès. Ce dernier se faisant de plus en plus pressant, les rumeurs de plus en plus venimeuses, Pouchkine tente une première fois de provoquer un duel. L'affrontement est évité de justesse, d'Anthès se prétendant amoureux de la sœur de Natalia et l'épousant sur-le-champ. Mais le Français reprend bientôt ses manœuvres de séduction. Des lettres anonymes proclamant Pouchkine « coadjuteur du grand maître de l'Ordre des cocus et historiographe de l'Ordre », commencent aussi à circuler. Exaspéré, le poète envoie une lettre d'insultes au père adoptif de d'Anthès, qu'il soupçonne d'encourager les entreprises malhonnêtes de son fils. Le 25 janvier 1837 (6 février dans le calendrier grégorien), une nouvelle lettre anonyme apprend à Pouchkine que Natalia a eu un entretien avec d'Anthès. Le duel entre les deux hommes est inévitable.

#### Duel et mort
Pouchkine ayant refusé de retirer ces injures qui attentent à l'honneur du père adoptif et du fils, le duel semble inéluctable. Afin d'éviter tout drame familial, d'Anthès, plus expérimenté,  propose à Pouchkine, mais celui-ci refuse. Le témoin de d'Anthès, le vicomte Loran d'Archiac, attaché à l'ambassade de France, et le lieutenant-colonel Danzas, ami intime du poète, fixent ensemble les modalités du combat. Le soir du 8 février 1837 (ou le 27 janvier 1837 selon le calendrier julien en usage alors en Russie), les deux beaux-frères se retrouvent face à face, près du lieu-dit de la Rivière noire, non loin de Saint-Pétersbourg, accompagnés de leurs témoins.
Plus rapide, d'Anthès tire le premier et atteint Pouchkine à la cuisse, faisant choir le poète qui en perd son pistolet. À sa demande, son témoin Danzas lui donne le sien, avec lequel Pouchkine, quoique très souffrant, tire deux balles en direction de son adversaire : la première ricoche sur un bouton d'uniforme et la seconde l'atteint au bras droit. D'Anthès riposte et touche alors le poète au ventre. Mortellement blessé, Pouchkine est ramené chez lui dans la voiture du baron Heeckeren, à l'effroi de son épouse qui s'évanouit en le voyant. Il meurt deux jours plus tard des suites de sa blessure.
Sa femme le fait allonger dans un cercueil, en costume plutôt qu'en habit militaire. Une foule immense vient rendre hommage à l'écrivain dans sa chambre. Les autorités prennent des mesures pour limiter le plus possible les manifestations publiques. Le service funéraire change de lieu au dernier moment : il devait avoir lieu dans la cathédrale Saint-Isaac mais n'est finalement autorisé que dans le Храм Спаса Нерукотворного Образа (temple du Sauveur de l'image miraculeuse) à Saint-Pétersbourg. Le cercueil est ensuite transporté près de la propriété familiale des Pouchkine pour être enterré au monastère Sviatogorski dans le gouvernement de Pskov.
Après le décès de Pouchkine, d'Anthès est incarcéré à la forteresse Pierre-et-Paul de Saint-Pétersbourg, puis passe en jugement. Affirmant l'innocence de Nathalie Pouchkine et la pureté de ses propres sentiments, il est, compte tenu de la gravité des injures reçues, gracié par l'empereur, puis reconduit à la frontière. Sa femme, Ekaterina, qui n'avait jamais douté de lui, le rejoindra à Berlin. 

La paire de pistolets ayant servi au duel connaîtra plusieurs propriétaires avant d'être vendue aux enchères et achetée par un collectionneur qui, à sa mort, lègue l'ensemble de sa collection sur les voyages et la Poste à la ville d'Amboise : les pistolets, avec leur mallette de voyage, sont aujourd'hui exposés au musée Hôtel Morin de cette ville. En 1989, ils ont été prêtés à l'Union soviétique.

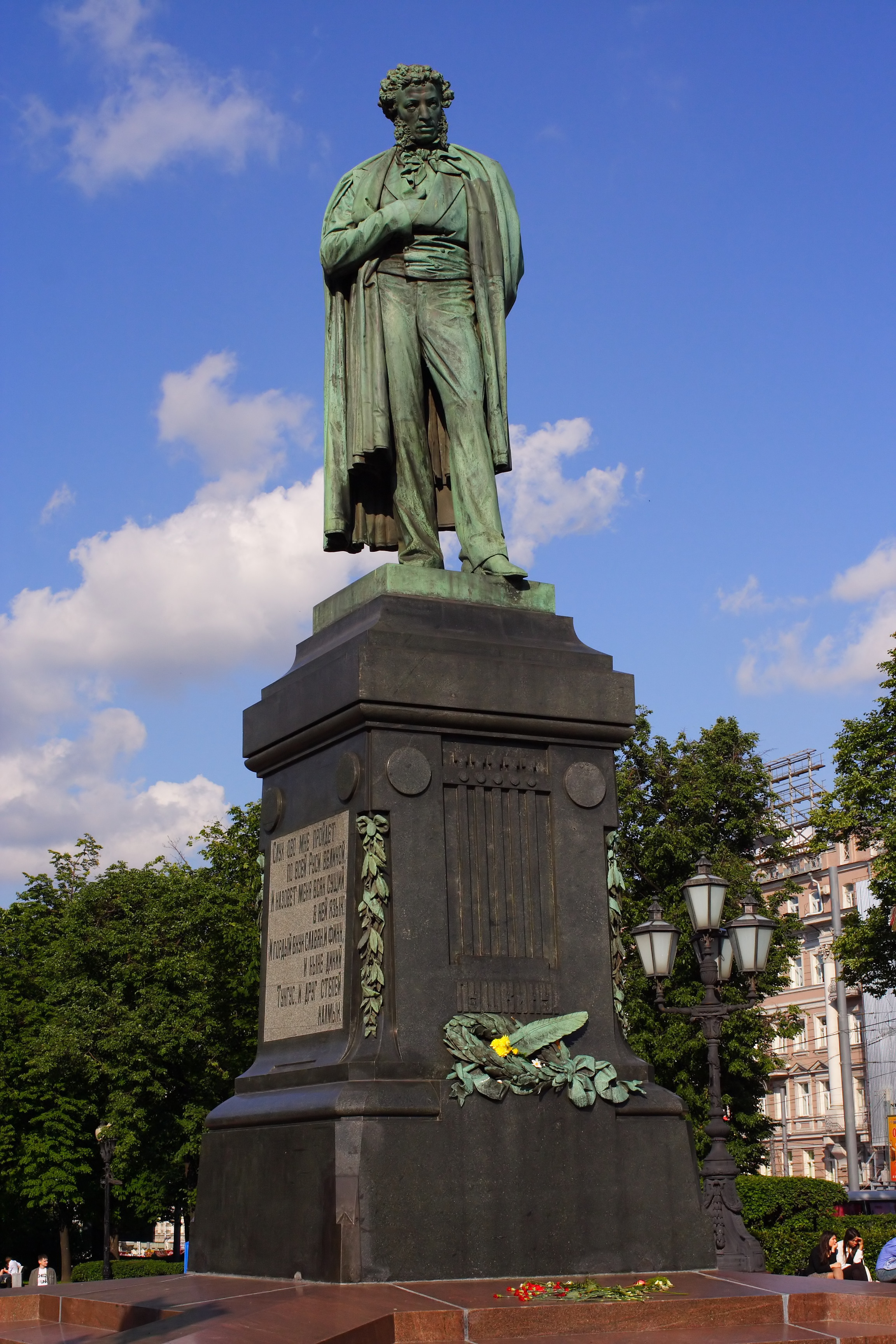
Statue de Pouchkine à Moscou, œuvre d'Alexandre Opékouchine, inaugurée par Dostoïevski et Tourgueniev en 1880.

Pouchkine était déjà considéré au moment de sa mort comme le plus grand écrivain russe : les circonstances dramatiques de sa disparition l'ont transformé en véritable légende et il bénéficie toujours d'une énorme popularité en Russie.

## Critique
S'il n'invente pas la langue russe moderne comme on le prétend parfois, c'est lui qui parachève l'action de ceux qui luttaient depuis des décennies pour imposer le russe tel qu'il était parlé, et non celui, figé, des textes administratifs (oukazes) et religieux. Le deuxième mérite de Pouchkine est d'avoir libéré la littérature russe de l'influence étrangère. Il s'inspire des grands maîtres européens mais sans se faire l’imitateur d’aucun (si ce n'est dans quelques écrits de jeunesse), contrairement à ceux qui l’avaient précédé.
Son style se caractérise par une simplicité, une précision et une élégance extrêmes.
La contradiction entre la vie mouvementée et l'œuvre harmonieuse du poète a inspiré cette considération à Henri Troyat « S'il avait écrit comme il vivait, Pouchkine eût été un poète romantique, inégal dans son inspiration. S'il avait vécu comme il écrivait, il eût été un homme pondéré, sensible et heureux. Il n'a été ni l'un ni l'autre. Il a été Pouchkine ».
Mikhaïl Lermontov, Nicolas Gogol, Léon Tolstoï, Fiodor Dostoïevski ou Ivan Tourgueniev se sont tous inspirés de son œuvre. Son influence s'est poursuivie, le siècle suivant, dans l'œuvre de Alexandre Blok, Mikhaïl Boulgakov, Marina Tsvetaïeva (qui explique dans Mon Pouchkine ce que son inspiration poétique lui doit) ou Vladimir Nabokov. Pouchkine a également inspiré de nombreux compositeurs russes, comme Piotr Ilitch Tchaïkovski (Eugène Onéguine et La Dame de pique), Nikolaï Rimski-Korsakov (Le Conte du tsar Saltan) et Modeste Moussorgski (Boris Godounov).
L'œuvre de Pouchkine est moins connue à l'étranger que celle d'autres écrivains russes, comme Léon Tolstoï ou Fiodor Dostoïevski. Ceci est dû au fait qu'elle est surtout poétique. Or la poésie est difficilement traduisible, en général. Les traductions du XIXe siècle, en particulier, donnent une image particulièrement faussée de la poésie de Pouchkine. Quant à son œuvre en prose, elle est d'ampleur limitée. Par ailleurs, son style, classique, peut paraître sec[réf. nécessaire] ; on l'a comparé à celui de Prosper Mérimée (l'un des auteurs qui ont contribué à faire connaître son œuvre en France). Une autre explication, fréquemment donnée par ses biographes, est que Pouchkine, solaire, joueur, léger, ne correspond pas à l’image typique de l’écrivain russe maudit.

## Citations

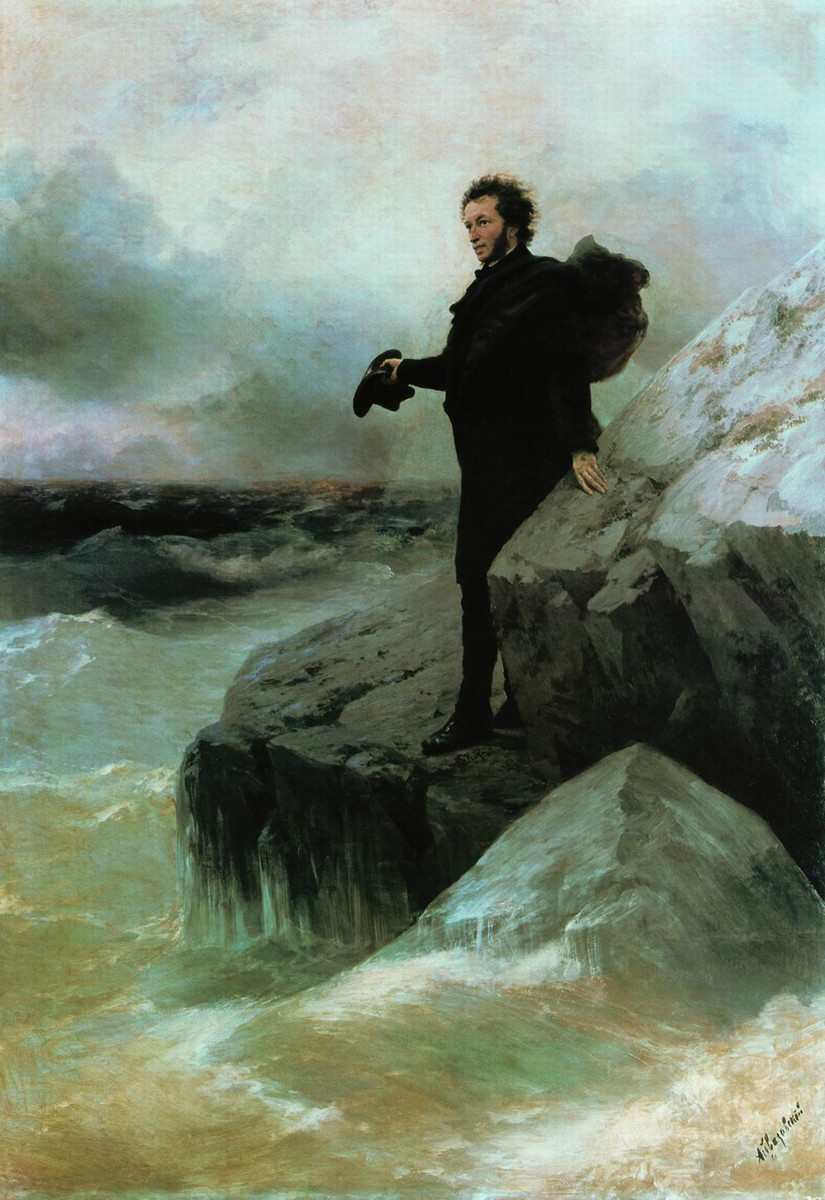
Les Adieux de Pouchkine à la mer, tableau d'Ilia Répine et de Ivan Aïvazovski (1877).

- Nicolas Ier : « Ici tout est calme et seule la mort de Pouchkine intéresse le public et sert de prétexte aux plus sots commérages… Dieu soit loué, il est mort en chrétien. »
- Vassili Joukovski : « Notre jeune et prodigieux Pouchkine est l’espoir de notre littérature. »
- Nicolas Gogol : « Avec lui, c'est la joie suprême de ma vie qui a disparu. »
- Nicolas Gogol : « Je n'entreprenais rien sans son conseil… Je n'ai pas écrit une ligne sans qu'il ne fût devant mes yeux… J'ai le devoir de mener à bien le grand ouvrage qu'il m'a fait jurer d'écrire, dont la pensée est son œuvre. » (Gogol se réfère à son roman inachevé, Les Âmes mortes).
- Nicolas Gogol : « La Russie sans Pouchkine — comme c'est étrange. »
- Vissarion Belinski : « Ses vers étaient profondément différents quant au fond et quant à la forme d’une année sur l’autre. »
- Alexandre Blok « Notre mémoire conserve depuis l'enfance un nom joyeux : Pouchkine. Ce nom, ce son, emplit de soi de nombreux jours de notre vie. Les noms lugubres des empereurs, des chefs de guerre, — les inventeurs d'armes de morts, les bourreaux et les martyrs de la vie. Et puis, à côté d'eux, ce nom léger : Pouchkine. »
- Marina Tsvetaïeva : « Pouchkine m'a inoculé l'amour. Le mot amour. »
- Wladimir Weidlé : « Un poème de Pouchkine, traduit honnêtement mais sans miracle, produit l’impression la plus fâcheuse, celle du lieu commun. »

## Œuvres

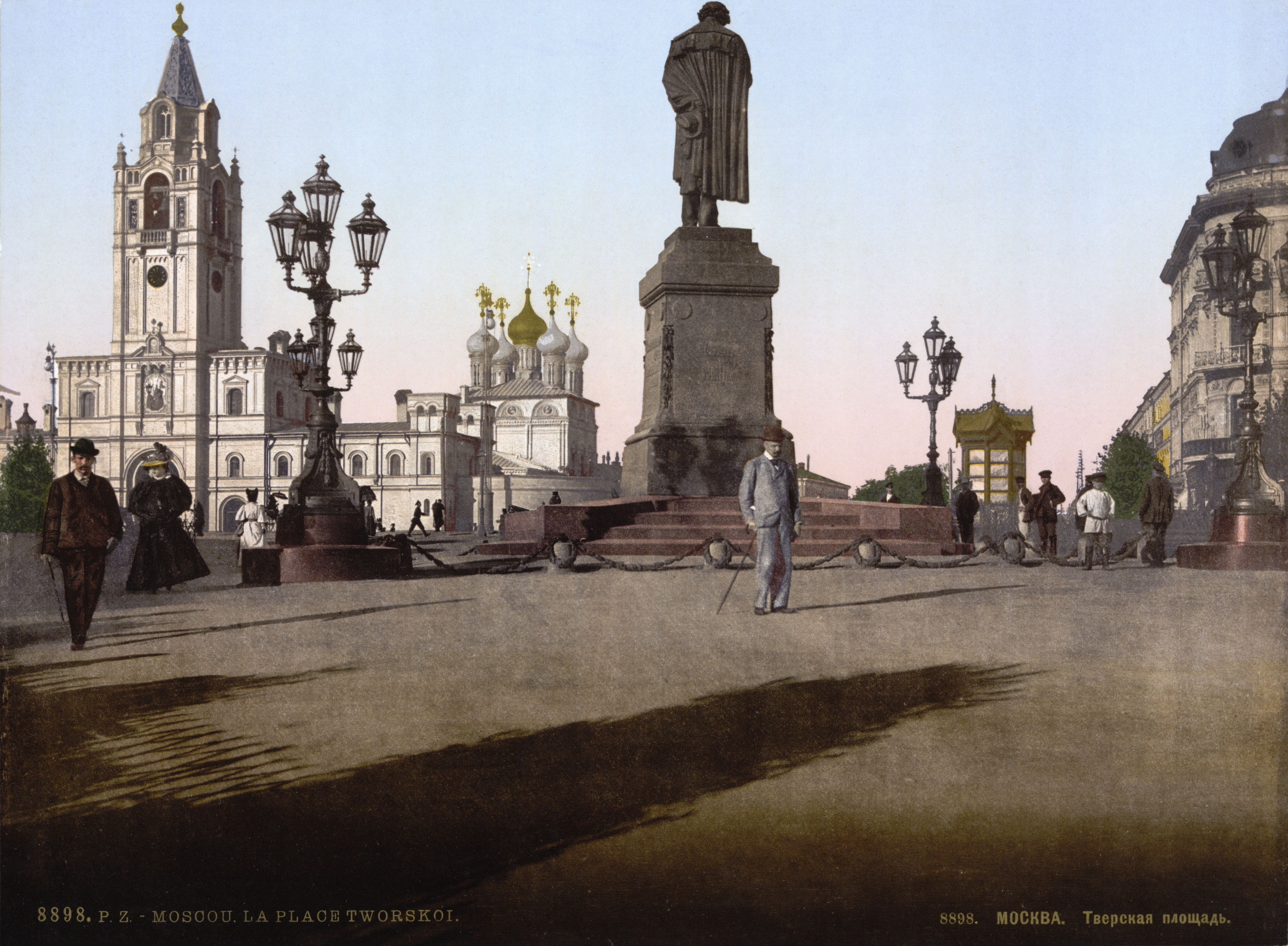
La statue de Pouchkine, place Pouchkine à Moscou.

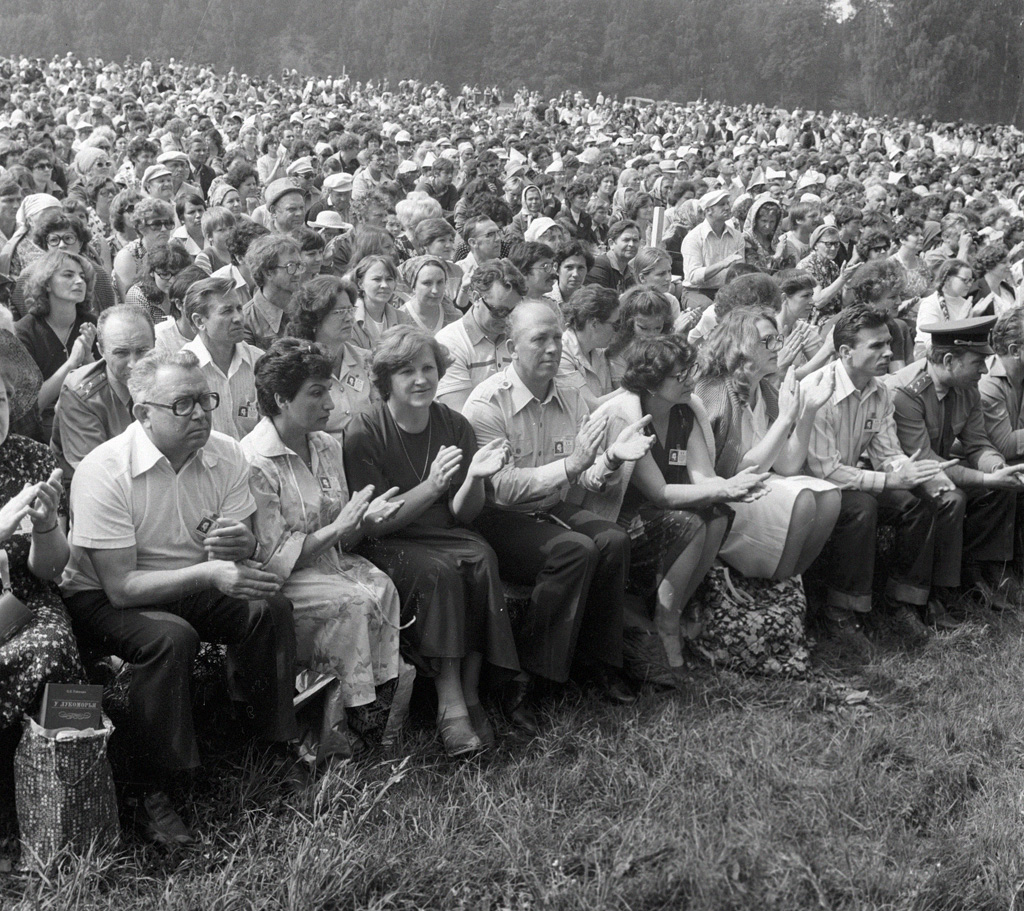
Ouverture du festival de poésie Pouchkine le 6 juin 1983 à Mikhaïlovskoïe.

### Poèmes
- Poésies, recueil de poèmes
- Souvenirs à Tsarskoïe Selo (1814)
- Ode à la liberté (1817)
- Rouslan et Ludmila, poème épique (1817-1820), mis en opéra par Mikhaïl Glinka (1842)
- Le Prisonnier du Caucase (1821), mis en opéra par César Cui (1857, révision 1885)
- La Gabrieliade (Gavriliade, 1821) poème plein d'humour sur l'Archange Gabriel et l'annonce faite à Marie
- La Fontaine de Bakhtchissaraï (1824), mis en ballet par Boris Assafiev (1934)
- Les Tsiganes (1824), mis en opéra par Serge Rachmaninov (1893)
- Le Comte Nouline (1825)
- Le Fiancé (1825)
- La Tempête (1827)
- Au fond des mines sibériennes (1827)
- Le Noyé (1828)
- Le Matin d'hiver (1829)
- L'Avalanche (1829)
- Poltava, poème (1828), mis en opéra sous le titre de Mazeppa, par Piotr Tchaïkovski (1884)
- Je vous aimais, poème (1830)
- La Petite Maison de Kolomna (1830), sorti en film réalisé par Piotr Tchardynine (1913) et mis en opéra par Igor Stravinsky (1922)
- Automne (1833)
- Le Cavalier de bronze, nouvelle en vers (1833), mis en ballet par Reinhold Glière (1949).

### Contes (en vers)
- Du tsar Saltan, de son fils Gvidon le preux et puissant chevalier et de la belle princesse cygne, mis en opéra par Nikolaï Rimski-Korsakov (1900)
- Du pêcheur et du petit poisson
- Du Pope et de son valet Balda
- Conte de la Princesse morte et des sept chevaliers
- Le Coq d'or (1834), mis en opéra par Nikolaï Rimski-Korsakov (1909).

### Drames

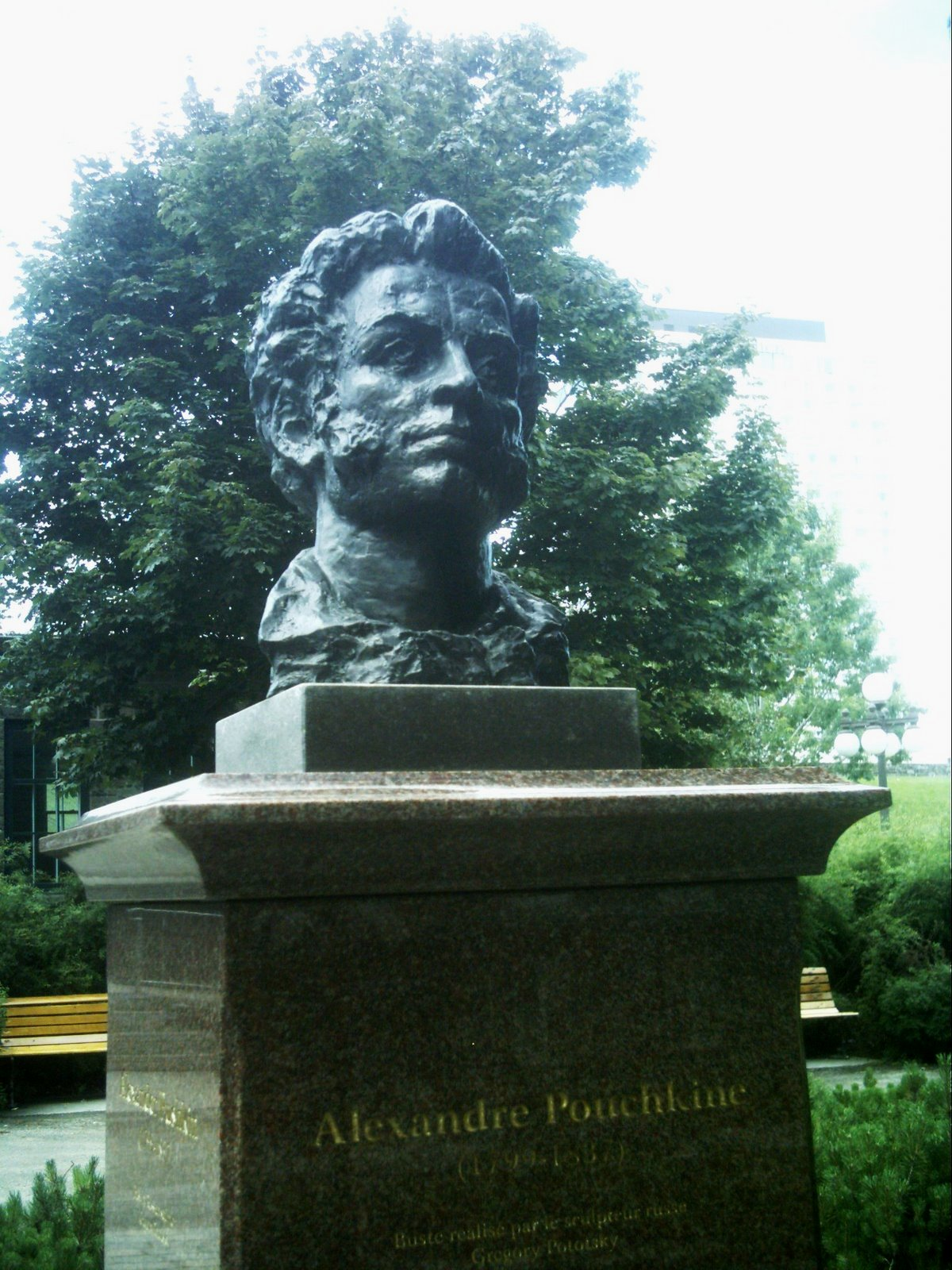
Alexandre Pouchkine, monument à Québec.

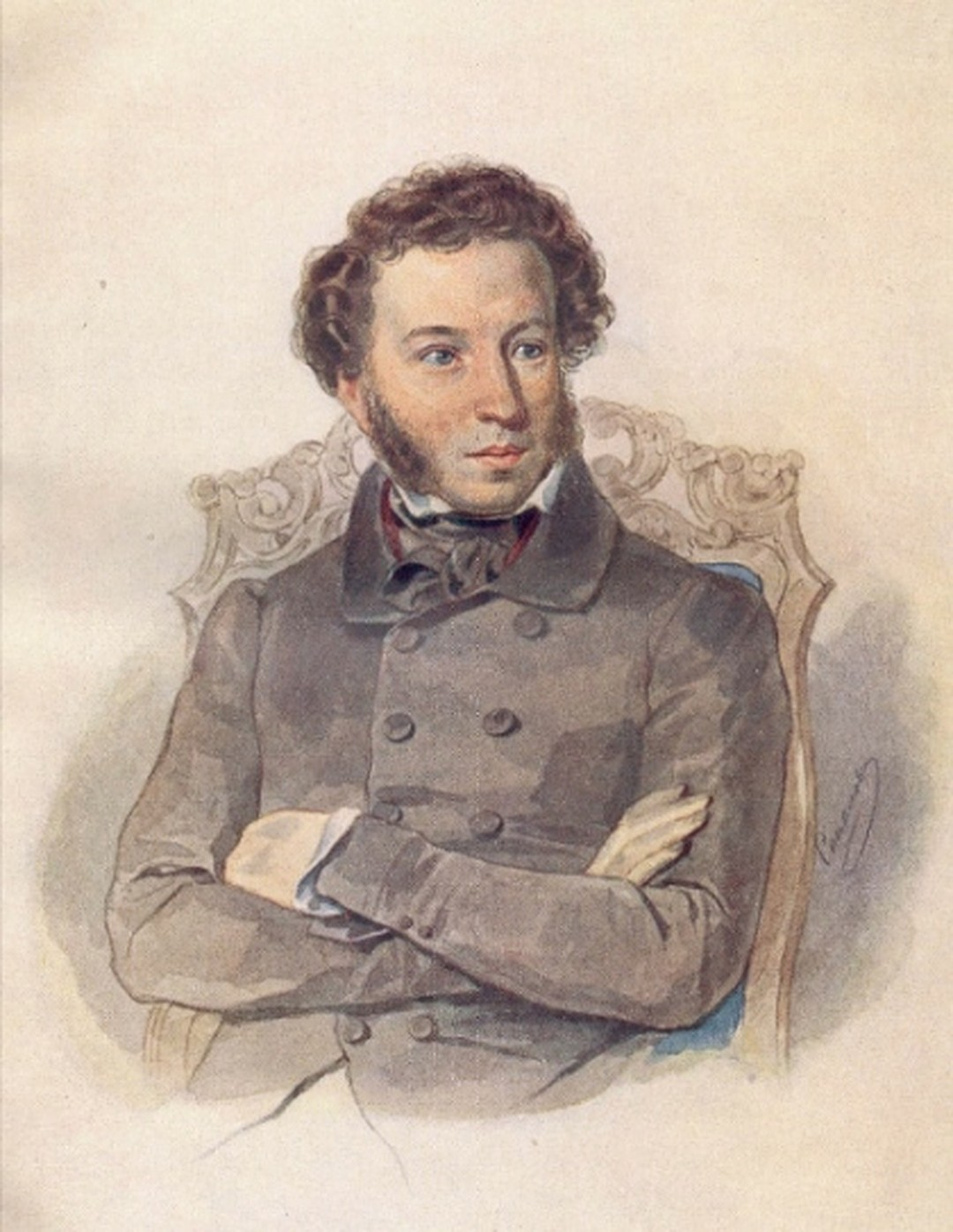
Portrait de Pouchkine (aquarelle de Piotr Sokolov) (1836).

- Boris Godounov, tragédie historique (1825), mis en opéra par Modeste Moussorgski (1874)
- L'Invité de pierre (1830), sur le thème de Don Juan, mis en opéra par Alexandre Dargomyjski (1872)
- Mozart et Salieri (1830), mis en opéra par Nikolaï Rimski-Korsakov (1897)
- Le Festin en temps de peste (1830), mis en opéra par César Cui (1901)
- La Roussalka (1832), mis en opéra par Alexandre Dargomyjski (1856)
- Le Chevalier avare (1836), mis en opéra par Serge Rachmaninov (1906).

### Nouvelles
- Le Nègre de Pierre le Grand (1827), roman inachevé, relatif à son ancêtre Abraham Hanibal : premier roman historique russe[5])
- Récits de feu Ivan Pétrovitch Bielkine
  - Le Coup de pistolet
  - La Tempête de neige
  - Le Marchand de cercueils
  - Le Maître de poste
  - La Demoiselle paysanne (1831)
- Histoire du bourg de Gorioukhino (1830), écrite en 1830, publiée en 1837
- Roslavlev (1831), écrite en 1831, publiée en 1836
- La Dame de pique, nouvelle (écrite en 1833, publiée en 1834), mis en opéra par Piotr Tchaïkovski (1890)
- Kirdjali (1834)
- Nuits égyptiennes (1835), inachevée, mis en ballet par Anton Arensky (1900)
- Un Pelham russe (1835), inachevée
- Voyage à Arzroum, autre traduction Voyage à Erzeroum, récit (1836)
- Alexandre Radichtchev (1836)

### Romans et prose
- Eugène Onéguine (1823-1831), roman en vers, mis en opéra par Piotr Tchaïkovski (1879) et en ballet par John Cranko (1965) sur une musique de Tchaikovski (Les saisons) orchestrée par Karl-Heinz Stolze
- Rouslan et Ludmilla, 1820, conte en vers inspiré par des contes populaires russes.
- Un roman par lettres (1829), roman commencé en 1829 et resté inachevé, publié en 1857[18]
- Doubrovski (1832-1833), roman publié en 1841, mis en opéra par Eduard Napravnik (1894/95)
- Histoire de la révolte de Pougatchev (1834)
- La Fille du capitaine, roman (1836)
- Itinéraire de Moscou à Pétersbourg

### Pièces de théâtre
- Le Visiteur de marbre et autres œuvres théâtrales, Editions Vendémiaire  (ISBN 2363583582), dont la traduction en français par Andrei Vieru est récompensée par le Prix Russophonie 2021

### Journal
- Journal secret (1836-1837), publié par Belfond en 2011, probable canular[19]  (ISBN 978-2-7144-4858-3).

## Postérité

### Hommages
- Poème oriental pour la mort de Pouchkine, élégie en forme de qasida du poète azéri Mirza Fatali Akhundov, composée l'année de la mort de Pouchkine.
- Buste dans le jardin des Poètes (Paris)[20].
- Pushkin, un cratère à la surface de Mercure[21].
- Le Café Pouchkine, un restaurant prestigieux créé en 1999 pour le bicentenaire de sa naissance, trente-cinq ans après que Gilbert Bécaud et Pierre Delanoë l'ont inventé dans leur chanson Nathalie[22].
- En Belgique, dans le quartier bruxellois de Laeken, une statue du poète réalisée par le sculpteur Guergui Frangoulian fut inaugurée le 30 septembre 1999[23].
- L'astéroïde (2208) Pouchkine est nommé en son honneur.

### Sur Pouchkine
- Collectif, avec les collaborations d'Olga Medvedkova, Georges Nivat, Sergueï Fomitchev, Pascale Melani, Valérie Pozner et André Markowicz, Pouchkine illustré, coéd. Somogy / Bibliothèque universitaire de Strasbourg,  (ISBN 978-2-7572-0360-6), 2010
- Vassili Joukovski, Les Derniers instants de Pouchkine récit, trad. Bernard Kreise, Bibliothèque Ombres  (ISBN 2-84142-125-2), 2000
- Iouri Tynianov, La Jeunesse de Pouchkine roman, trad. Lily Denis, Gallimard, coll. Du Monde entier, 1980
- Abram Tertz, Promenades avec Pouchkine, trad. du russe Louis Martinez, Éd. du Seuil,  (ISBN 2-02-004429-3), 1976
- Corinne Pouillot, Pouchkine , le génie de l'amour, Éd Belfond,  (ISBN 2-7144-4149-1), 2005
- André Markowicz, Le soleil d’Alexandre, Le Cercle de Pouchkine (1802–1841), Anthologie poétique, (Actes sud)  (ISBN 978-2-330-00023-3) qui remporte une Mention spéciale au Prix Russophonie 2012

## Adaptations au cinéma et à la télévision
- 1910 : le court métrage muet Vie et mort de Pouchkine, de Vassili Gontcharov, raconte en quelques scènes la vie d'Alexandre Pouchkine.
- 1915 : Rouslan et Ludmila (Ruslan i Lyudmila), de Ladislas Starewitch, d'après le poème Rouslan et Ludmila.
- 1916 : La Dame de pique (Pikovaïa dama), d'Iakov Protazanov.
- 1972 : Pouchkine (d'après l'œuvre d'Henri Troyat), téléfilm de Jean-Paul Roux.
- 1984 : le film Amadeus de Miloš Forman s'inspire de Mozart et Salieri de Pouchkine dans la thématique de la prétendue rivalité finale entre Mozart et Salieri.